# Supercopa Internacional 2024
La Supercopa Internacional 2024, llamada Supercopa Internacional «Sur Finanzas» por motivos de patrocinio, fue la tercera edición de esta copa nacional del fútbol argentino. La disputaron Estudiantes de La Plata, campeón del Trofeo de Campeones 2024, y Vélez Sarsfield, primero de la tabla general de la temporada 2024. Tuvo lugar en el Estadio Libertadores de América Avellaneda el 8 de julio de 2025.
El campeón fue Vélez Sarsfield, que venció en la final a Estudiantes de La Plata por 2 a 0. 

## Equipos participantes
| Estudiantes (LP) | Campeón del Trofeo de Campeones 2024             |
| Vélez Sarsfield  | Primero de la tabla general de la temporada 2024 |

## Partido
| 8 de julio de 2025 | Estudiantes (LP) | 0:2 (0:0) | Vélez Sarsfield         | Estadio Libertadores de América, Avellaneda  |                                              |
| 20:30 (UTC-3)      |                  | Reporte   | Galván 52' · Romero 73' | Árbitro(s): Darío Herrera VAR: Lucas Novelli | Árbitro(s): Darío Herrera VAR: Lucas Novelli |

|                                     |
|                                     |
| Campeón Vélez Sarsfield 1.er título |